# Епоха великого об'єднання
У фізичній космології, за умови, що природа описується теорією великого об'єднання, епоха великого об'єднання — це період в еволюції раннього Всесвіту одразу після планківської епохи, який почався приблизно на 10−43 секунді після Великого вибуху, і протягом якого температура Всесвіту була подібною до характерних температур, передбачуваних різними теоріями великого об'єднання. Якщо припустити, що енергія великого об'єднання становить 1015 ГеВ, це відповідатиме температурам, що перевищують 1027 K. Протягом цього періоду три з чотирьох фундаментальних взаємодій — електромагнетизм, сильна та слабка взаємодії — були об'єднані в єдину електроядерну силу. Гравітація відокремилась від електроядерної сили наприкінці планківської ери. Протягом епохи великого об'єднання фізичні характеристики, такі як маса, заряд, аромат та колірний заряд, не мали сенсу.
Епоха великого об'єднання завершилась приблизно на 10−36 секунді після Великого вибуху. В цей момент відбулося декілька ключових подій. Сильна взаємодія відокремилась від інших фундаментальних взаємодій. Можливо, що якась частина цього процесу розпаду порушила збереження баріонного числа, таким чином утворивши незначний надмір матерії, порівняно з антиматерією (див. баріогенезис). Науковці вважають, що цей фазовий перехід запустив процес космічної інфляції, який домінував в еволюції Всесвіту протягом наступної інфляційної епохи.